# Kisorycze
Kisorycze (ukr. Кисоричі) – wieś na Ukrainie w rejonie rokitnowskim, obwodu rówieńskiego.
Pod rozbiorami siedziba gminy Kisorycze w powiecie owruckim guberni wołyńskiej.

## Druga wojna światowa
Wieś była jednym z miejsc masowych zabójstw podczas fali masakr na Polakach między 1942 a 1945. Polskie rodziny zostały tam zamordowane przez pluton egzekucyjny UPA wspomagany przez miejscowych Ukraińców; jak w przypadku rodziny Żołnowskich, uduszonych sznurkiem przez własnych sąsiadów. Relacja naocznego świadka została dostarczona przez żonę Żołnowskiego, która przeżyła udając martwą.
Miejscowa nauczycielka polskiego Felicja Masojada z woźnicą Kasprem Kozińskim i jego ukraińską żoną Hanką oraz 80-letnią Elżbietą Jeż (zwaną Citą), wpadły w zasadzkę na drodze. Hanka (Ukrainka) została odesłana do domu, ale reszta była zaprowadzona do lasu przez sotnię Hryćko Kaszkieciuka, z Janem Kulpaczem (Tryhub), Janem Szelukiem, Janem Wołoszynem oraz Konstantym i Semenem Kowalczukiem, gdzie kobiety zostały powieszone do góry nogami i pocięte na kawałki.